# STS Mir
STS Mir (ros. Мир – tłum. świat albo pokój) – rosyjska trzymasztowa fregata szkolna.

## Historia i rejsy
Mir został zbudowany w 1987 w gdańskiej stoczni (wówczas: Stocznia Gdańska im. Lenina) w serii sześciu bliźniaczych żaglowców (Dar Młodzieży 1982, Drużba 1987, Chersonez i Pałłada 1989, Nadieżda 1993). Autorem projektu był inż. Zygmunt Choreń. Młodsza o sześć lat od „Daru Młodzieży” fregata „Mir” jest pierwszą jednostką z tej serii. Ich kadłuby mają nowoczesne kształty, które cechuje ładny wydłużony dziób i szeroka, przestronna rufa.
Statek zaprojektowano jako żaglowiec szkolny dla 70 do 144 kadetów. Może jednak przewozić do 199 ludzi. Na żaglowcu początkowo szkolono wyłącznie młodzież rosyjską, ale już od 12 lat na jego pokładzie pobierają nauki również nauki kadeci z Zachodu. Obecnie Mir odbywa również płatne rejsy wycieczkowe, jednodniowe oraz przeloty pomiędzy portami, za niewygórowaną cenę, jeśli wziąć pod uwagę wyjątkowe doświadczenie żeglowania na jednym z największych i najszybszych żaglowców (najdłuższym żaglowcem świata jest Royal Clipper 2000 r. – 133,22 m, którego projektantem również był inż. Zygmunt Choreń).
Wielokrotnie brał udział i zwyciężał w regatach, m.in. w The Tall Ships’ Races, zdobywając liczne nagrody. Został absolutnym zwycięzcą Wielkich Regat Kolumb-1992, rozegranych w ramach obchodów 500-lecia odkrycia Ameryki przez Krzysztofa Kolumba.